# کریگ دادلی
کریگ دادلی (انگلیسی: Craig Dudley؛ زادهٔ ۱۲ سپتامبر ۱۹۷۹) بازیکن فوتبال اهل بریتانیا است.
از باشگاه‌هایی که در آن بازی کرده‌است می‌توان به باشگاه فوتبال برتون آلبیون، باشگاه فوتبال اولدهام اتلتیک، باشگاه فوتبال هال سیتی، باشگاه فوتبال اسکانتورپ یونایتد، باشگاه فوتبال هاید، باشگاه فوتبال چسترفیلد، باشگاه فوتبال اشتون یونایتد، باشگاه فوتبال نوتس کانتی، و باشگاه فوتبال شروزبری تاون اشاره کرد.